# Baryshnya i khuligan
Baryshnya i khuligan é um filme de drama russo de 1918 dirigido por Evgeny Slavinsky e Vladimir Maiakovski.

## Enredo
O filme fala sobre um homem com um personagem polêmico, que é considerado rebelião anarco-individualista e sincero amor altruísta por sua professora.

## Elenco
- Vladimir Mayakovsky
- Aleksandra Rebikova
- Fyodor Dunayev